# فيديريكو كاسترو
فيديريكو كاسترو (بالإسبانية: Federico Castro)‏ هو لاعب كرة قدم أرجنتيني في مركز الهجوم، ولد في 28 أغسطس 1992 في بوينس آيرس في الأرجنتين. لعب مع سارمينتو دي خونين.

## وصلات خارجية
- فيديريكو كاسترو على موقع قاعدة بيانات كرة القدم.إي يو (الإنجليزية)
- فيديريكو كاسترو على موقع Soccerway.com (الإنجليزية)
- فيديريكو كاسترو على موقع عالم كرة القدم.نت (الإنجليزية)